# Refsvika
Refsvika var et fiskevær i Moskenes kommune i Nordland. Stedet ligger på vestsiden af den sydvestlige del af Moskenesøya.
I dag er der ingen bosatte på vestsiden ("ydersiden") af Moskenesøya, men frem til omkring 1950 var der flere små bygder og gårde i bugter og vige på den side af øen. Refsvika var den næstsydligste af disse bygder, og havde i 1900 22 indbyggere. Folketallet var øget til 38 i 1939.
Refsvikas historie hænger til en vis grad sammen med nabobygden Helle. De to steder var de eneste på Moskenesøyas yderside, hvorfra man kunne drive fiskeri, idet dem længere mod nord havde dårlige havneforhold. Fra slutningen af 1920'erne blev der drevet vinterfiskeri (Lofotfisket) fra Refsvika og Helle. I 1939/40 blev der udført undersøgelser med tanke på at få bygget bedre havn på et af de to steder, men planerne blev ikke realiseret. Da Helle fik radiotelefonforbindelse med Sørvågen Radio i 1928, blev der bygget en normal telefonlinje videre til Refsvika. Mod slutningen af 1940'erne fik Refsvika og Helle strømaggregator som gav bygderne elektrisk lys, men det blev aldrig bygget nogen fast elektricitetsforsyning hertil
I oktober 1949 blev der sendt en fælles ansøgning fra Refsvika og Helle til Moskenes kommune om økonomisk støtte til at flytte. Kommunen viste forståelse for søknaden, men sendte den videre til Fiskeridepartementet. Departementet valgte at køre sagen som en principiel prøvesag, og Stortinget behandlede dermed spørgsmålet om at give fraflytningsbidrag til Helle, Refsvika, Ånstad og Hermannsdalen i Lofoten, Øyfjordvær i Troms og Syltefjord i Finnmark. Stortinget bevilgede 100.000 kroner til fraflytningen af Helle og Refsvika. Den endelige sum blev 76 000 kroner, som blev fordelt som lån til 15 ansøgere.
Ved udgangen af 1950 var der bare én familie tilbage i Refsvika, og de flyttede i foråret 1951. Af de 15 familier som fik lån til at flytte fra Refsvika og Helle flyttede 11 til Sørvågen. Ved fraflytningen fra Refsvika og de andre steder på ydersiden blev hus og naust revet ned og taget med for at blive genopført, hvor folk slog sig ned. Dermed stod kun fundamentet tilbage.
I Refsvika ligger den 50 meter høje Kollhellaren (Refsvikhula) med gamle hulemalerier. Da Refsvika var beboet, søgte gerne køerne fra bygden ofte derind i dårligt vejr. Hulen er fredet, og det er mulig at besøge den sammen med en godkendt guide.